# Leichtathletik-Europameisterschaften 2022/200 m der Frauen

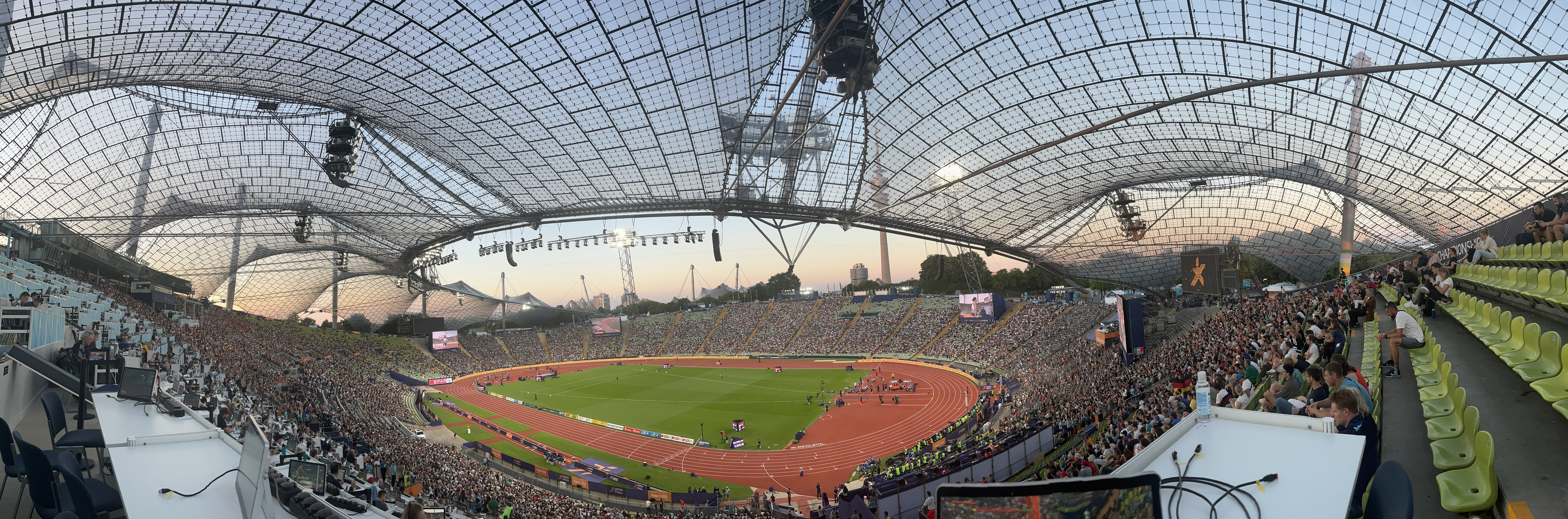
Das Olympiastadion in München während der Europameisterschaften 2022

Der 200-Meter-Lauf der Frauen bei den Leichtathletik-Europameisterschaften 2022 wurde am 18. und 19. August 2022 im Olympiastadion der deutschen Stadt München ausgetragen.
Europameisterin wurde die WM-Dritte von 2019 Mujinga Kambundji aus der Schweiz. Über 100 Meter hatte sie drei Tage zuvor Silber gewonnen und war 2016 EM-Dritte geworden.
 Silber ging an die britische Titelverteidigerin, Weltmeisterin und WM-Dritte von 2022 Dina Asher-Smith. Auch über 100 Meter und mit ihrer 4-mal-100-Meter-Staffel hatte sie bei internationalen Meisterschaften und Olympischen Spielen bereits zahlreiche Medaillen errungen.
Bronze gewann die Dänin Ida Karstoft.

## Bestehende Rekorde
| Weltrekord           | 21,34 s | Florence Griffith-Joyner | OS Seoul, Südkorea             | 29. September 1988 |
| Europarekord         | 21,63 s | Dafne Schippers          | WM Peking, Volksrepublik China | 28. August 2015    |
| Meisterschaftsrekord | 21,71 s | Heike Drechsler          | EM Stuttgart, BR Deutschland   | 29. August 1986    |

Der bereits seit 1986 bestehende EM-Rekord wurde auch bei diesen Europameisterschaften nicht erreicht. Die schnellste Zeit erzielte die Schweizer Europameisterin Mujinga Kambundji im Finale mit 22,32 s bei einem Rückenwind von 0,4 m/s, womit sie 61 Hundertstelsekunden über dem Rekord blieb. Zum Europarekord fehlten ihr 69 Hundertstelsekunden, zum Weltrekord 98 Hundertstelsekunden.

## Regelungen für die Jahresbesten bis zu Streckenlängen von 400Metern
Wie schon bei den Europameisterschaften 2016 und 2018 waren die zwölf Jahresschnellsten in den Sprints und Hürdensprints bis einschließlich 400 Meter auch hier in München direkt für die Halbfinals qualifiziert. Acht von ihnen waren für diesen Wettbewerb gemeldet, sieben traten an. In den Halbfinals wurden zur Ermittlung der Finalteilnehmerinnen jeweils drei Läufe ausgetragen. Alle anderen Athletinnen mussten sich zunächst in einer Vorrunde für die Semifinalteilnahme qualifizieren.

## Legende
Kurze Übersicht zur Bedeutung der Symbolik – so üblicherweise auch in sonstigen Veröffentlichungen verwendet:
| DSQ | disqualifiziert                                                                                     |
| DNS | nicht am Start (did not start)                                                                      |
| IWR | Internationale Wettkampfregeln                                                                      |
| TR  | Technische Regeln                                                                                   |
| ‡   | eine der zwölf schnellsten Sprinterinnen der Jahresbestenliste (Markierung verwendet im Halbfinale) |

## Vorrunde
18. August 2022
Die Vorrunde wurde in drei Läufen durchgeführt. Die ersten vier Athletinnen pro Lauf – hellblau unterlegt – sowie die darüber hinaus vier zeitschnellsten Läuferinnen – hellgrün unterlegt – qualifizierten sich für das Halbfinale.

### Vorlauf 1

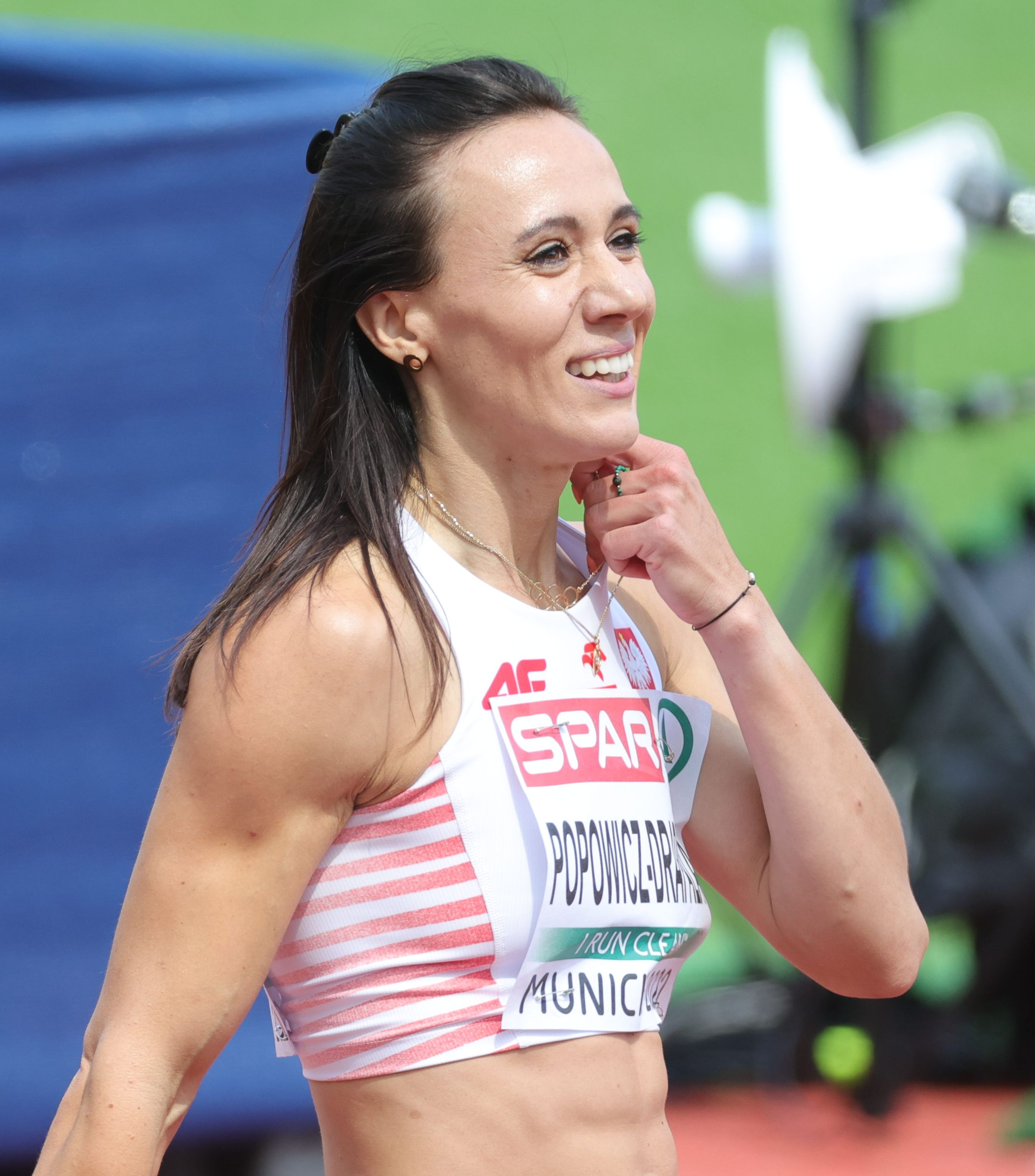
Marika Popowicz-Drapała – ausgeschieden als Sechste des ersten Vorlaufs

18. August 2022, 13:05 Uhr MESZ
Wind: +0,3 m/s
| Platz | Name                      | Nation         | Zeit (s) |
| ----- | ------------------------- | -------------- | -------- |
| 1     | Jodie Williams            | Großbritannien | 22,92    |
| 2     | Delphine Nkansa           | Belgien        | 23,08    |
| 3     | Gémima Joseph             | Frankreich     | 23,21    |
| 4     | Artemis-Melina Anastasiou | Griechenland   | 23,38    |
| 5     | Susanne Walli             | Österreich     | 23,45    |
| 6     | Marika Popowicz-Drapała   | Polen          | 23,47    |
| 7     | Vittoria Fontana          | Italien        | 23,63    |
| 8     | Martina Hofmanová         | Tschechien     | 23,73    |

### Vorlauf 2

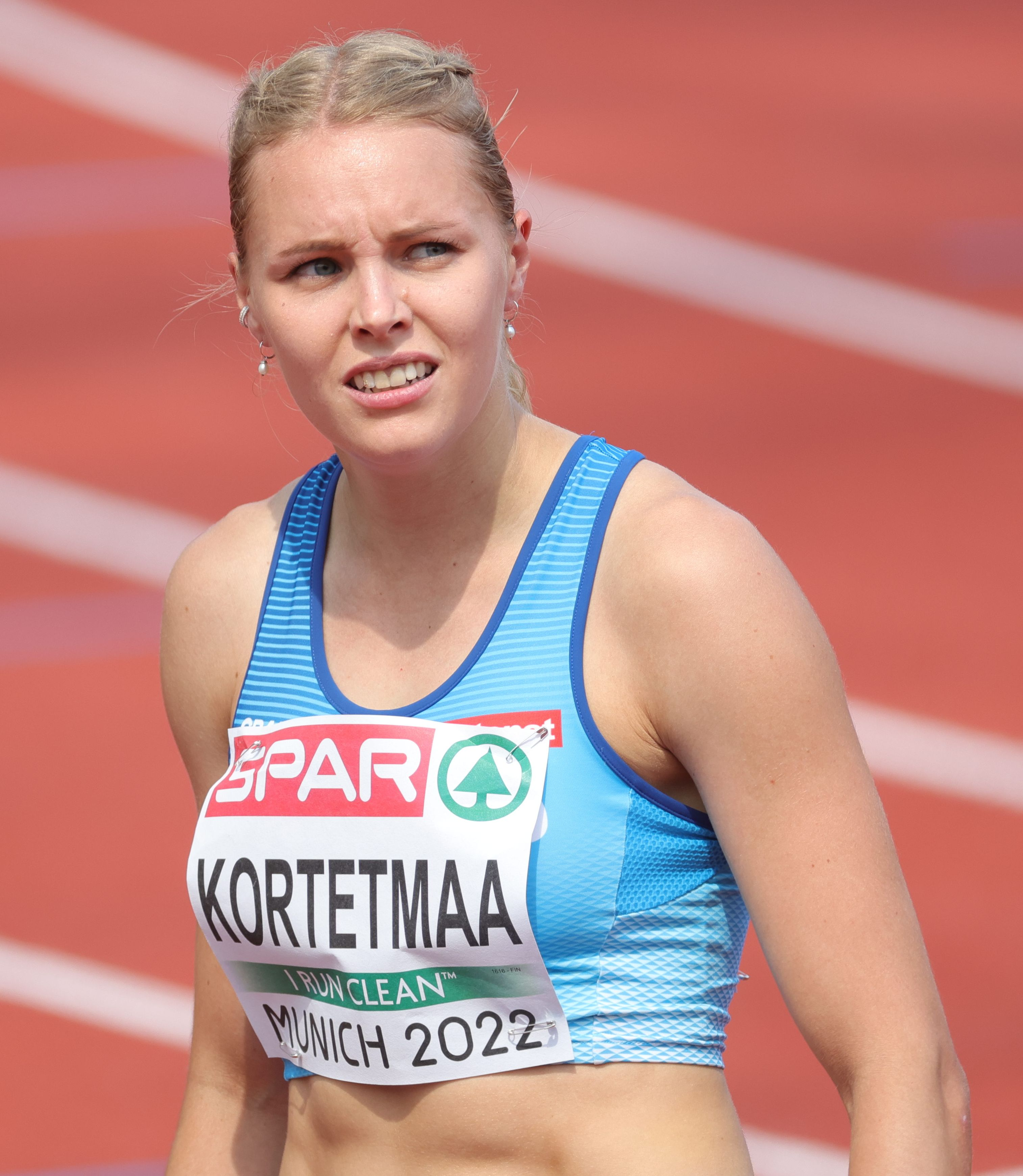
Anniina Kortetmaa – ausgeschieden als Fünfte des zweiten Vorlaufs
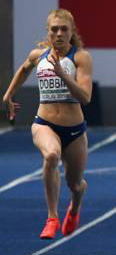
Beth Dobbin – im zweiten Vorlauf nach Fehlstart disqualifiziert

18. August 2022, 13:13 Uhr MESZ
Wind: +0,9 m/s
| Platz | Name                    | Nation         | Zeit (s)                    |
| ----- | ----------------------- | -------------- | --------------------------- |
| 1     | Jamile Samuel           | Niederlande    | 0023,00                     |
| 2     | Lorène Bazolo           | Portugal       | 0023,12                     |
| 3     | Jessica-Bianca Wessolly | Deutschland    | 0023,14                     |
| 4     | Olivia Fotopoulou       | Zypern         | 0023,40                     |
| 5     | Anniina Kortetmaa       | Finnland       | 0023,60                     |
| 6     | Julia Henriksson        | Schweden       | 0023,62                     |
| 7     | Lucía Carrillo          | Spanien        | 0023,64                     |
| DSQ   | Beth Dobbin             | Großbritannien | IWR 162, TR16.8 – Fehlstart |

### Vorlauf 3

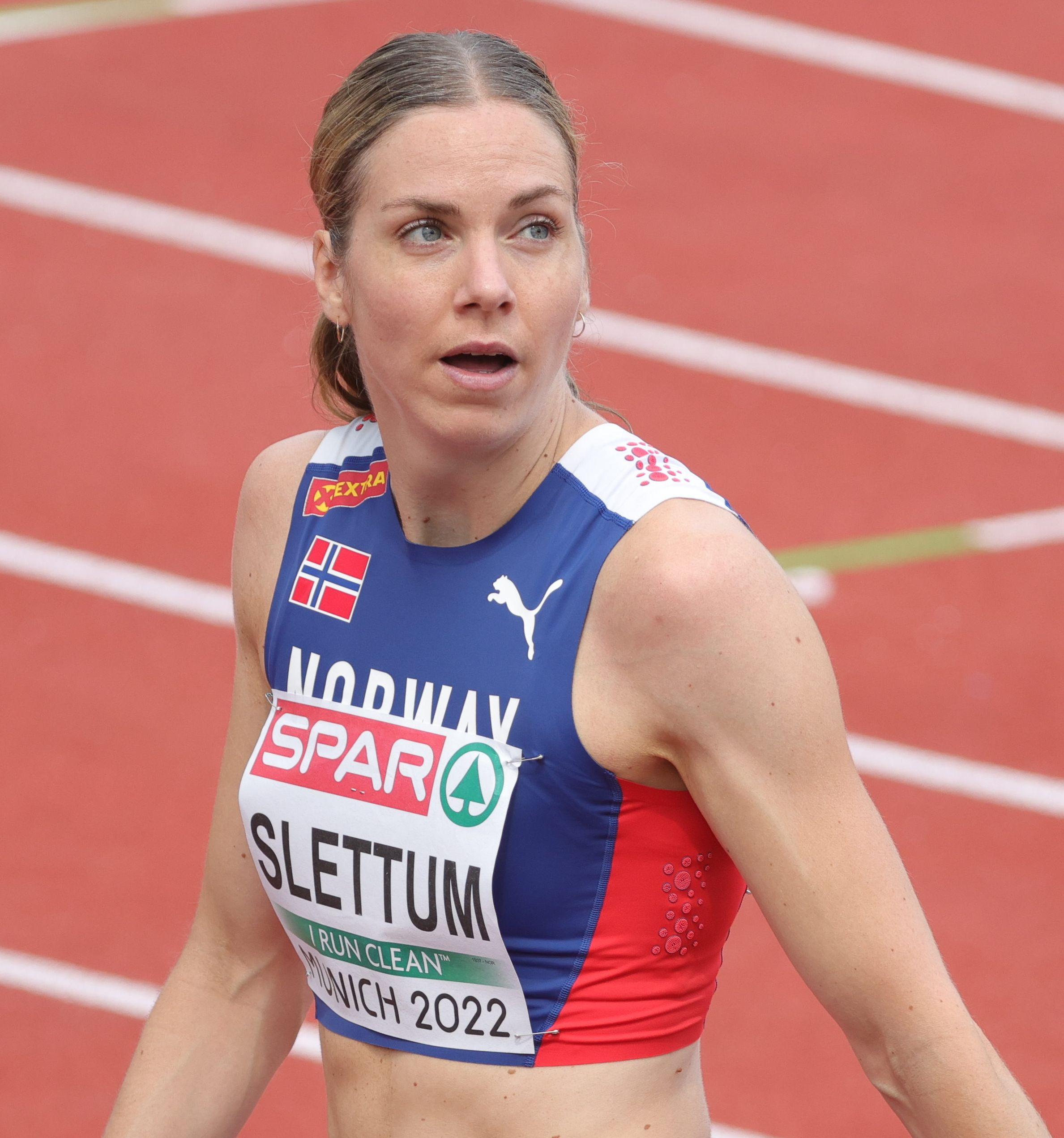
Elisabeth Slettum – ausgeschieden als Achte des dritten Vorlaufs

18. August 2022, 13:21 Uhr MESZ
Wind: +0,5 m/s
| Platz | Name                | Nation      | Zeit (s) |
| ----- | ------------------- | ----------- | -------- |
| 1     | Shana Grebo         | Frankreich  | 23,00    |
| 2     | Imke Vervaet        | Belgien     | 23,05    |
| 3     | Alexandra Burghardt | Deutschland | 23,16    |
| 4     | Lisa Lilja          | Schweden    | 23,20    |
| 5     | Nikola Horowska     | Polen       | 23,32    |
| 6     | Irene Siragusa      | Italien     | 23,36    |
| 7     | Léonie Pointet      | Schweiz     | 23,39    |
| 8     | Elisabeth Slettum   | Norwegen    | 23,67    |

## Halbfinale
18. August 2022
In den drei Halbfinalläufen qualifizierten sich die jeweils ersten beiden Athletinnen – hellblau unterlegt – sowie die darüber hinaus zwei zeitschnellsten Läuferinnen – hellgrün unterlegt – für das Finale.

### Halbfinallauf 1

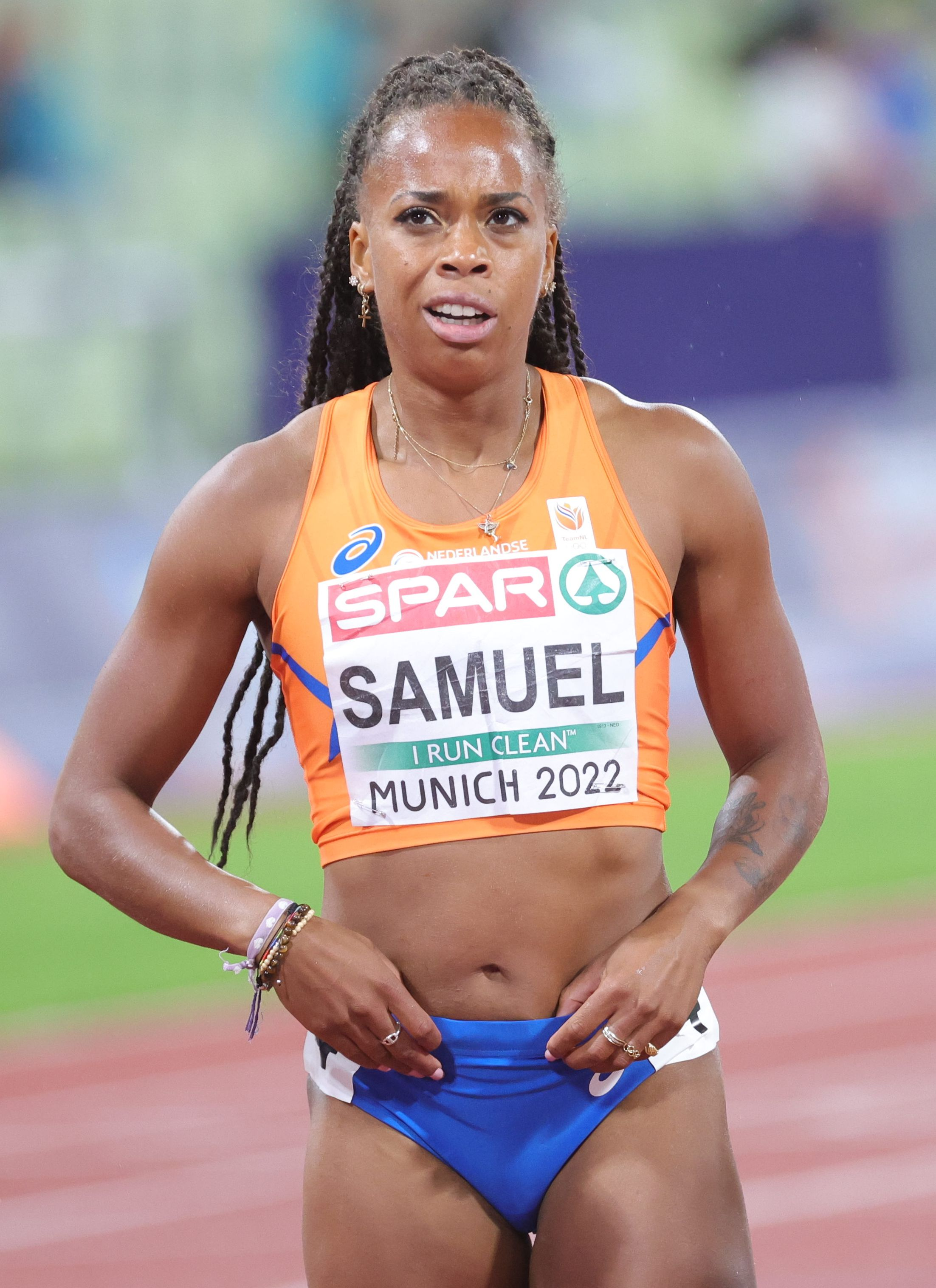
Jamile Samuel – ausgeschieden als Dritte des ersten Halbfinals
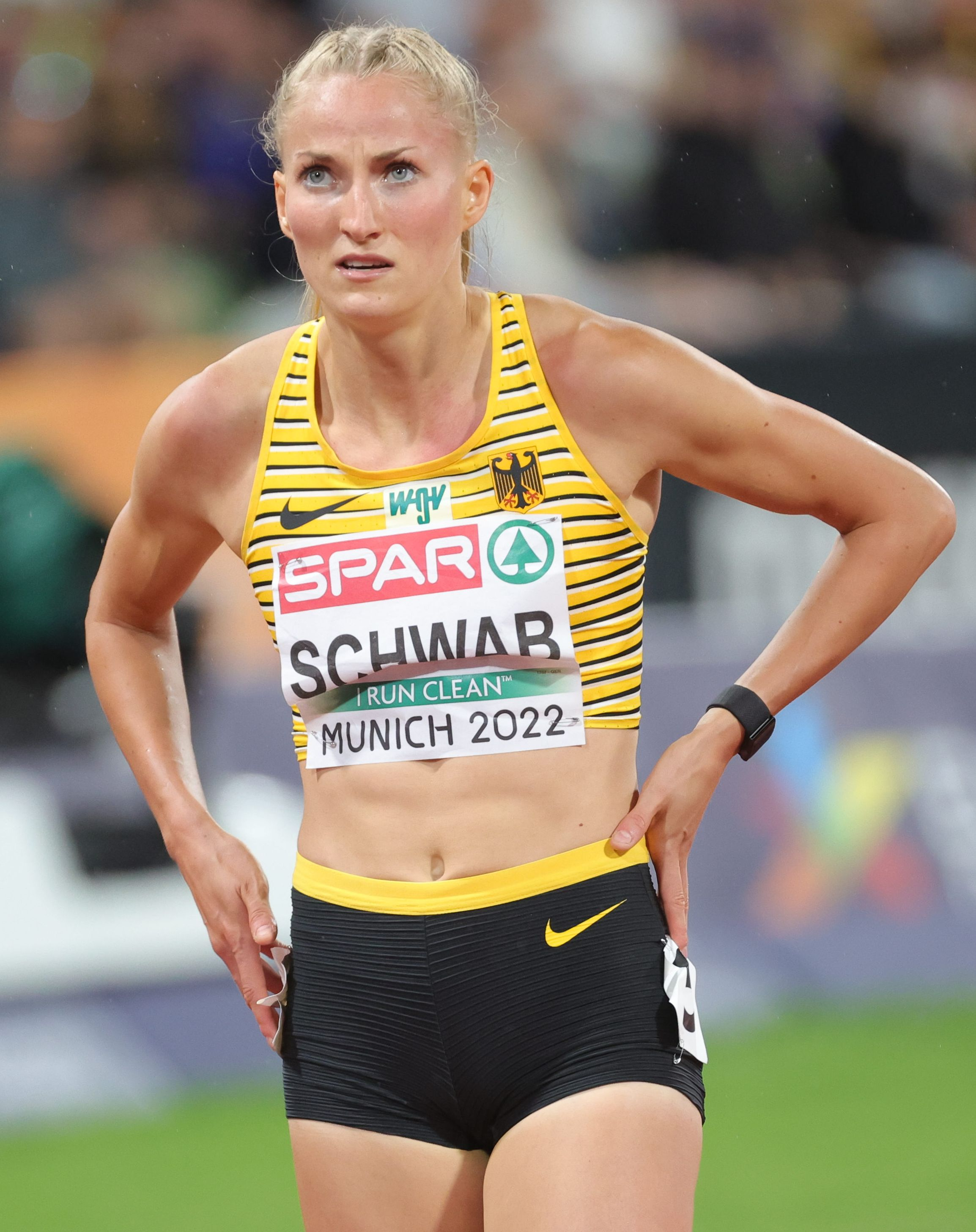
Corinna Schwab – ausgeschieden als Fünfte des ersten Halbfinals
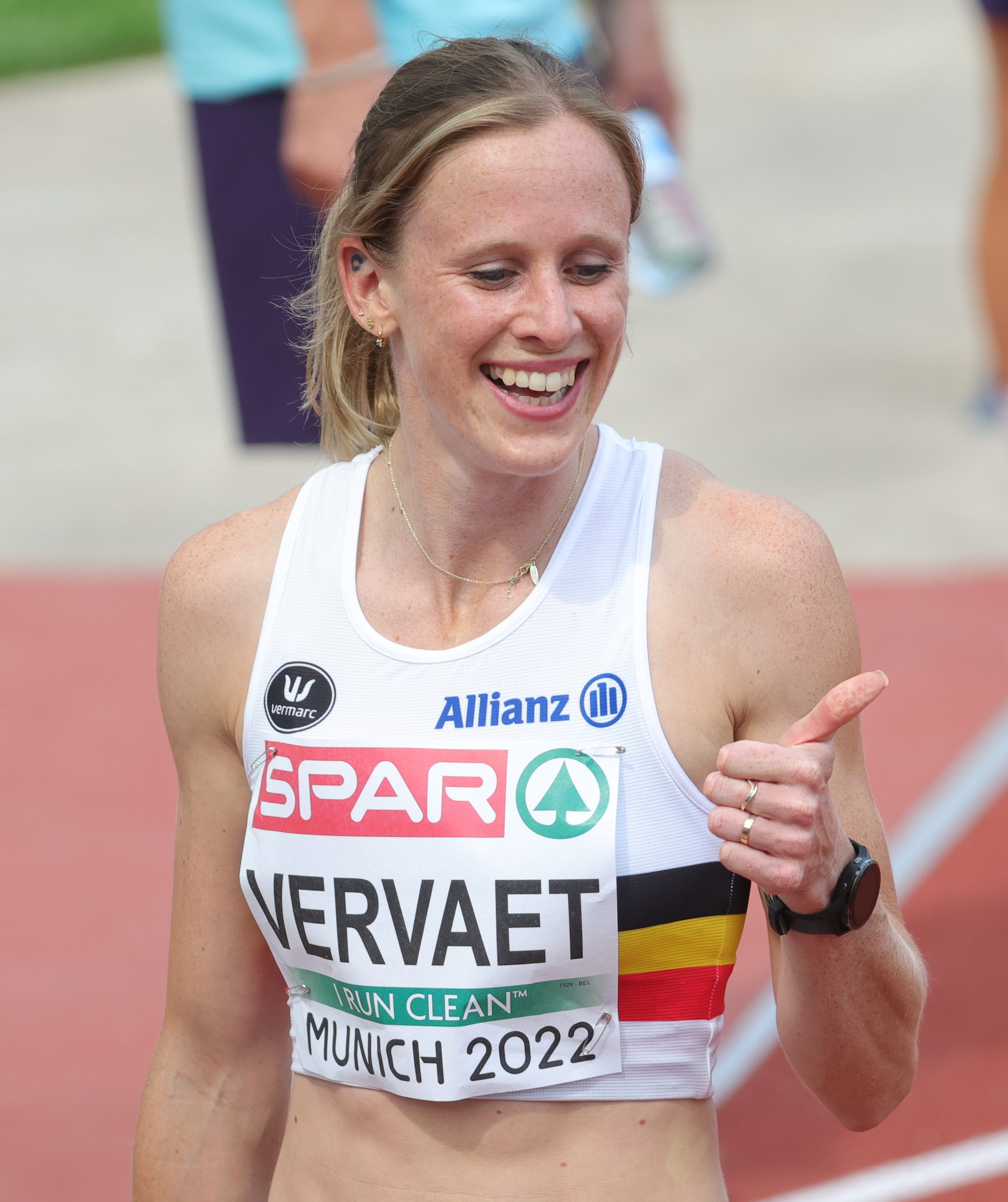
Imke Vervaet – ausgeschieden als Sechste des ersten Halbfinals

18. August 2022, 20:54 Uhr MESZ
Wind: −0,3 m/s
| Platz | Name              | Nation         | Zeit (s) |
| ----- | ----------------- | -------------- | -------- |
| 1     | Ida Karstoft ‡    | Dänemark       | 22,73    |
| 2     | Jodie Williams    | Großbritannien | 23,03    |
| 3     | Jamile Samuel     | Niederlande    | 23,13    |
| 4     | Olivia Fotopoulou | Zypern         | 23,33    |
| 5     | Corinna Schwab ‡  | Deutschland    | 23,44    |
| 6     | Imke Vervaet      | Belgien        | 23,48    |
| 7     | Léonie Pointet    | Schweiz        | 23,77    |
| 8     | Lisa Lilja        | Schweden       | 23,96    |

### Halbfinallauf 2

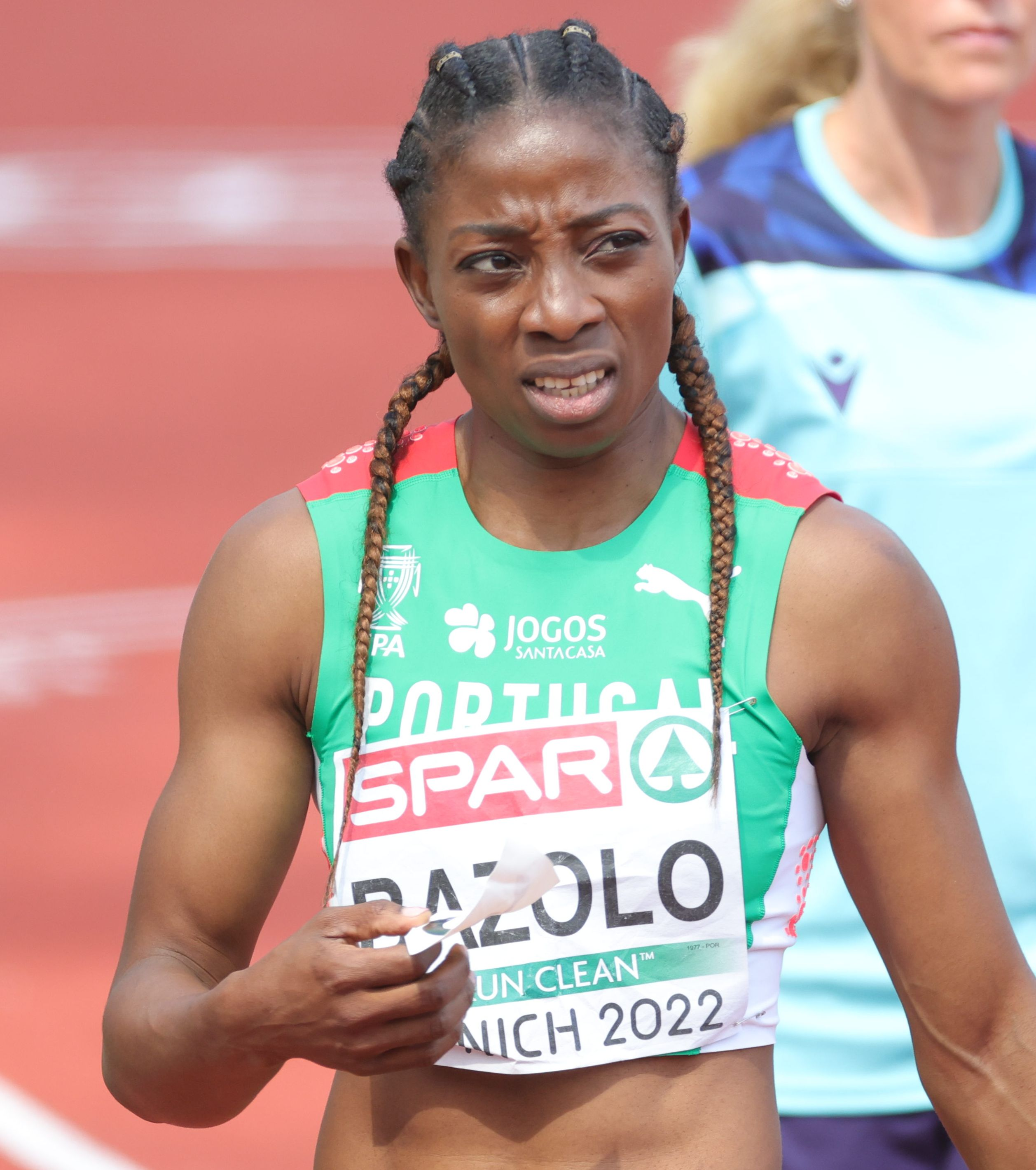
Lorène Bazolo – ausgeschieden als Sechste des zweiten Halbfinals

18. August 2022, 21:02 Uhr MESZ
Wind: ±0,0 m/s
| Platz | Name                      | Nation         | Zeit (s) |
| ----- | ------------------------- | -------------- | -------- |
| 1     | Dina Asher-Smith ‡        | Großbritannien | 22,53    |
| 2     | Lieke Klaver ‡            | Niederlande    | 22,92    |
| 3     | Alexandra Burghardt       | Deutschland    | 23,05    |
| 4     | Dalia Kaddari ‡           | Italien        | 23,06    |
| 5     | Gémima Joseph             | Frankreich     | 23,36    |
| 6     | Lorène Bazolo             | Portugal       | 23,43    |
| 7     | Artemis-Melina Anastasiou | Griechenland   | 23,60    |
| 8     | Nikola Horowska           | Polen          | 23,62    |

### Halbfinallauf 3

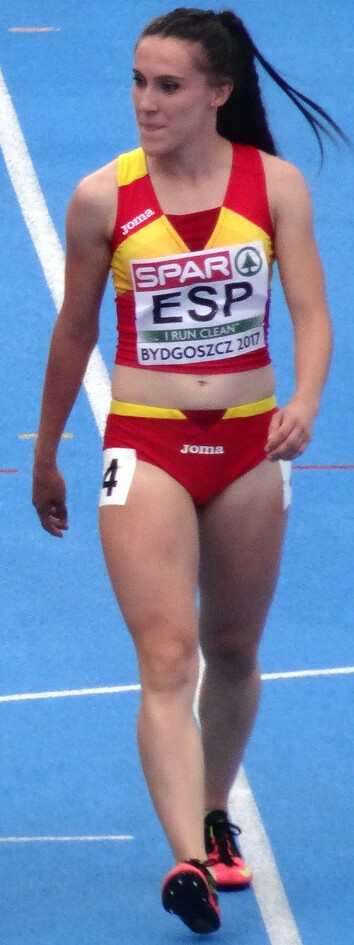
Paula Sevilla – ausgeschieden als Dritte des dritten Halbfinals
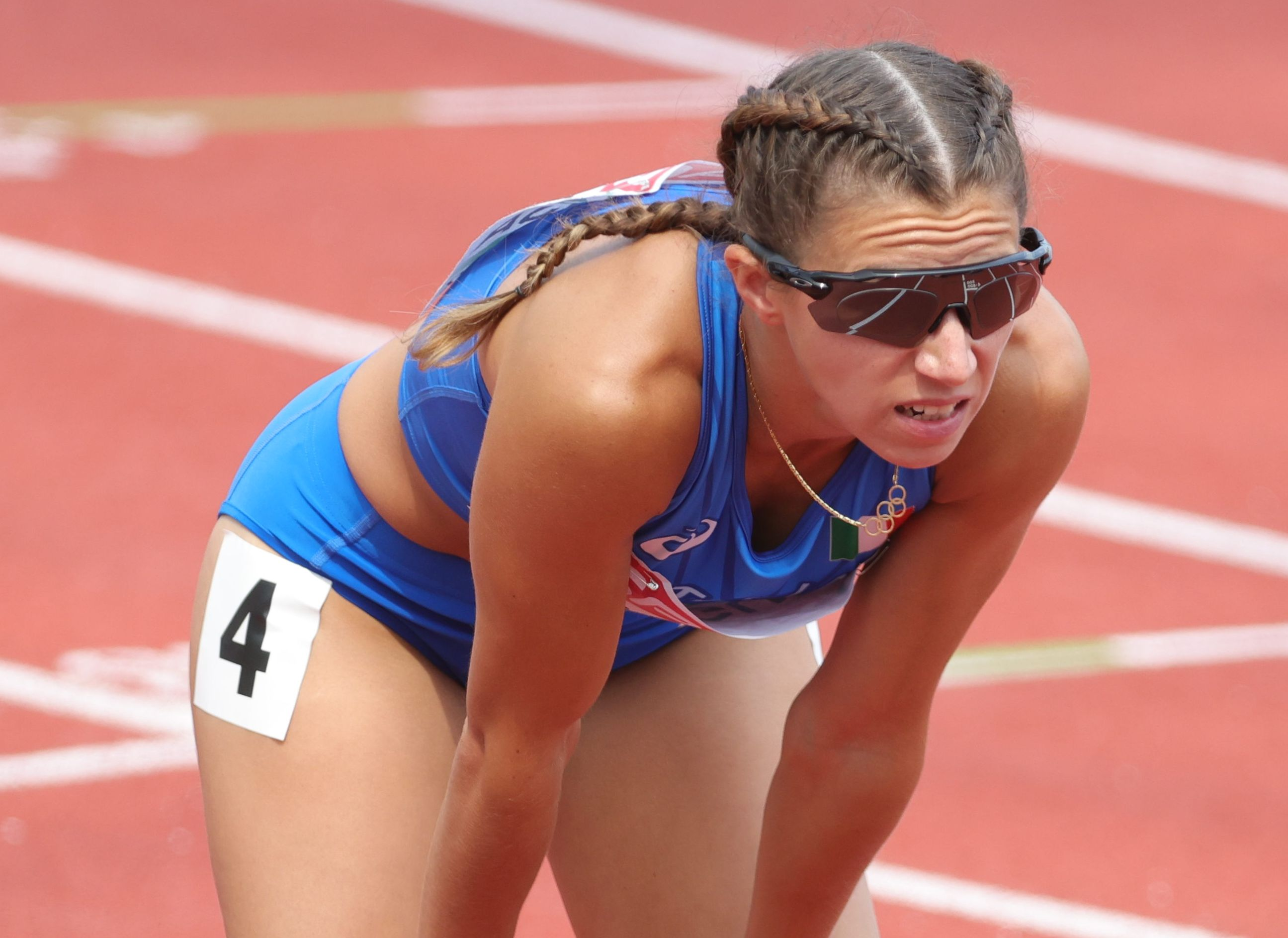
Irene Siragusa – ausgeschieden als Fünfte des dritten Halbfinals
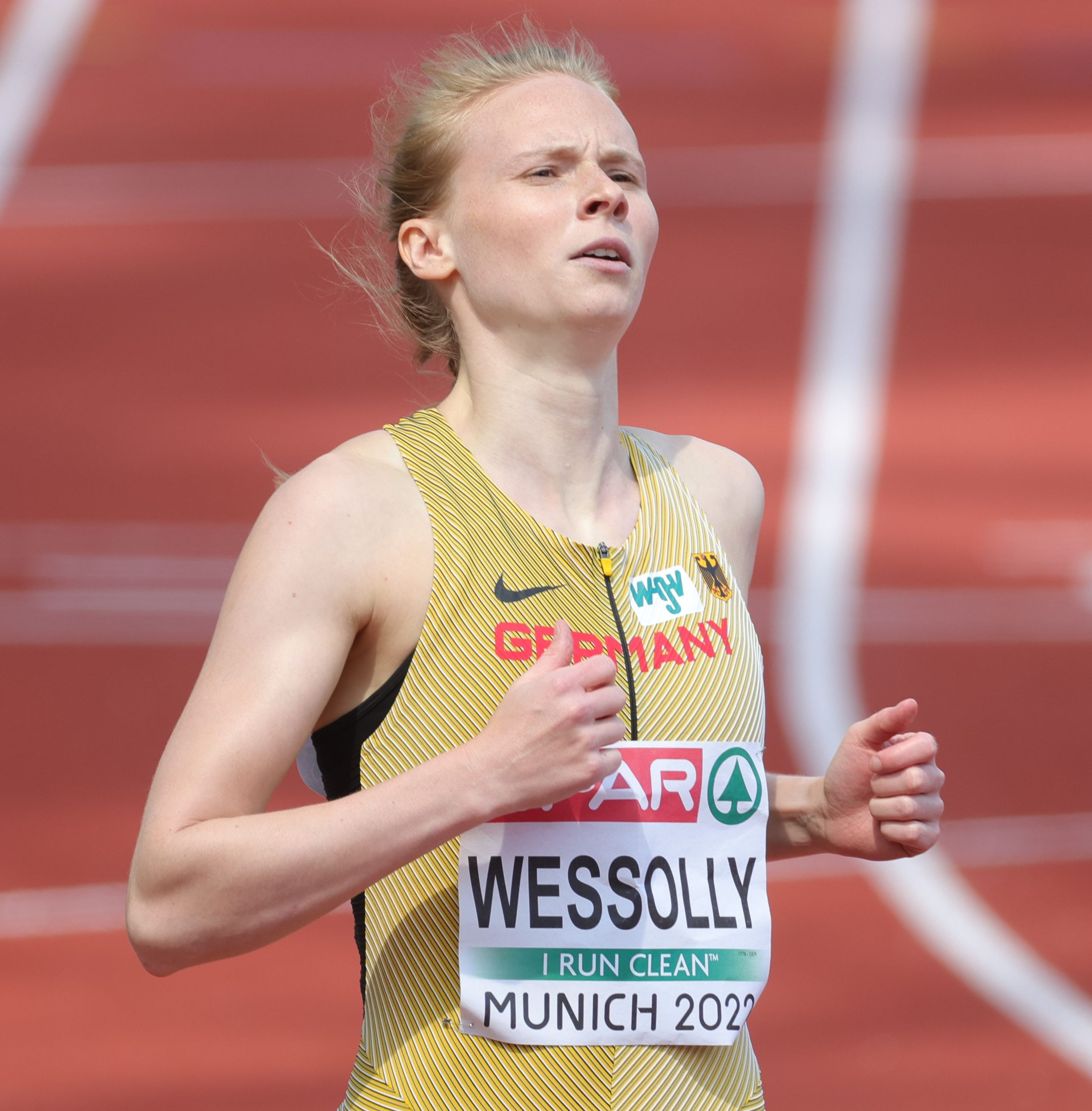
Jessica-Bianca Wessolly – ausgeschieden als Sechste des dritten Halbfinals
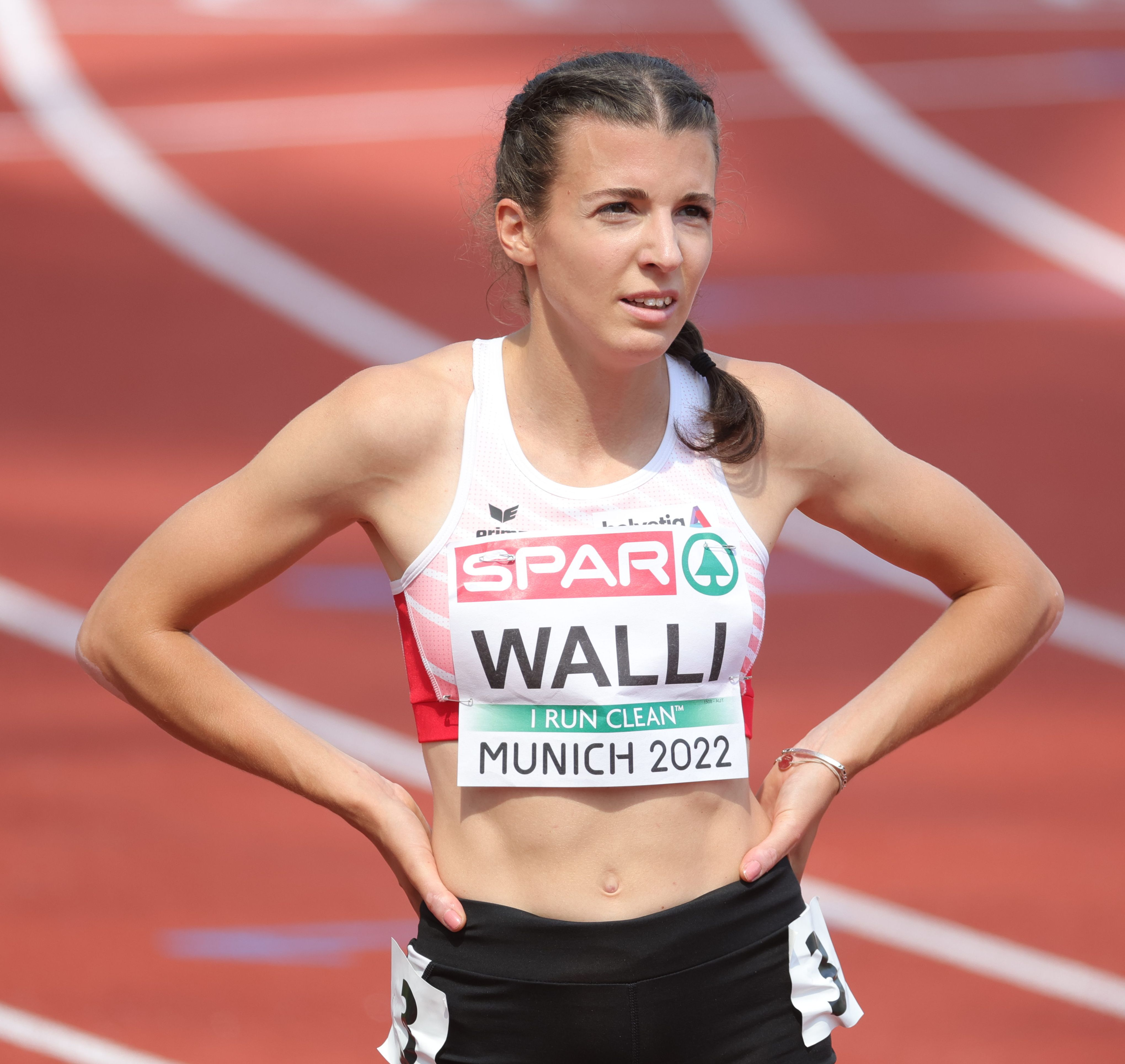
Susanne Walli – ausgeschieden als Siebte des dritten Halbfinals

18. August 2022, 21:10 Uhr MESZ
Wind: +0,3 m/s
| Platz | Name                    | Nation         | Zeit (s) |
| ----- | ----------------------- | -------------- | -------- |
| 1     | Mujinga Kambundji ‡     | Schweiz        | 22,76    |
| 2     | Shana Grebo             | Frankreich     | 23,13    |
| 3     | Paula Sevilla ‡         | Spanien        | 23,19    |
| 4     | Delphine Nkansa         | Belgien        | 23,28    |
| 5     | Irene Siragusa          | Italien        | 23,46    |
| 6     | Jessica-Bianca Wessolly | Deutschland    | 23,47    |
| 7     | Susanne Walli           | Österreich     | 23,73    |
| DNS   | Daryll Neita ‡          | Großbritannien |          |

## Finale

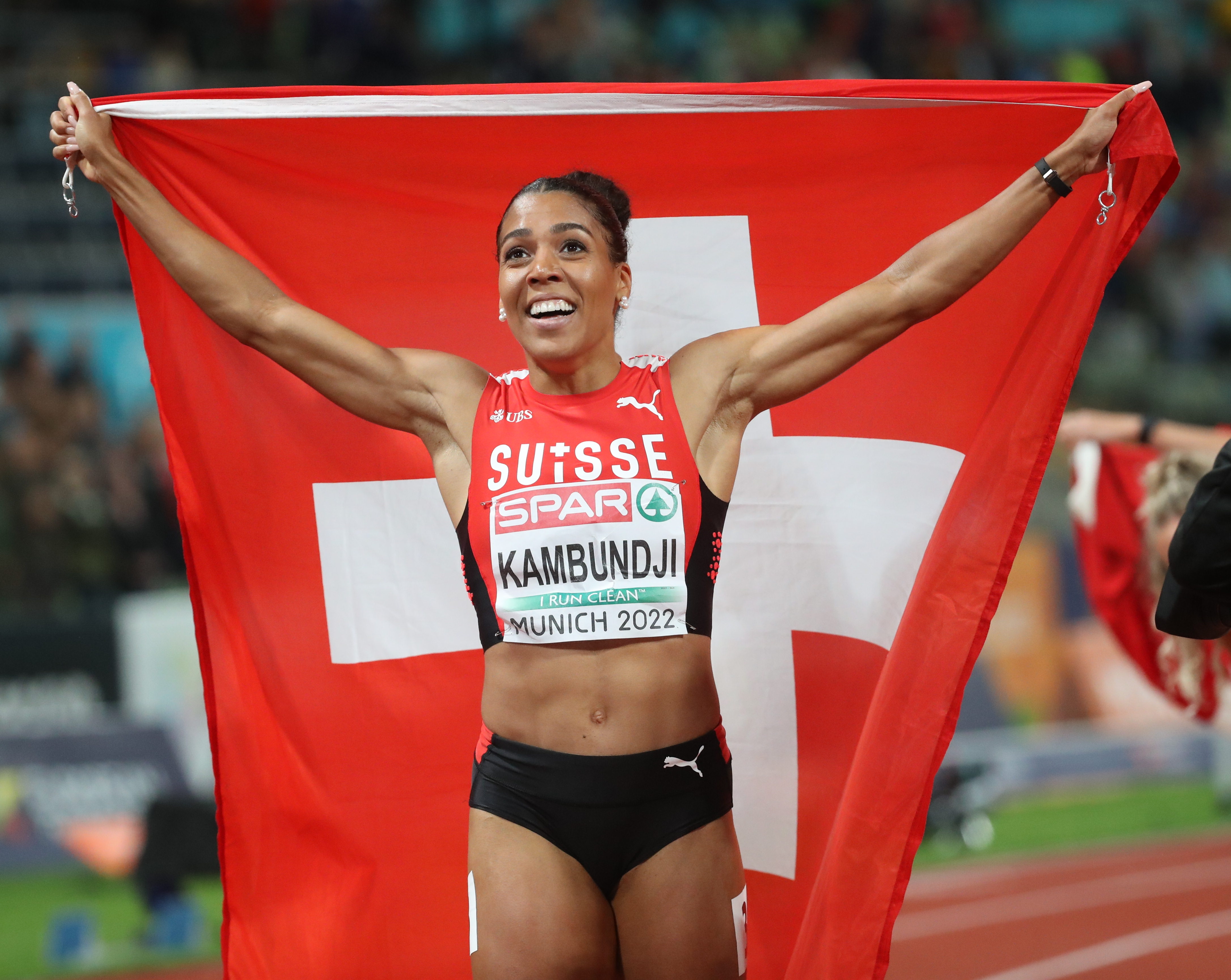
Mujinga Kambundji errang als Europameisterin ihren ersten großen internationalen Freilufttitel

19. August 2022, 22:22 Uhr MESZ
Wind: +0,4 m/s
| Platz | Name                | Nation         | Zeit (s) |
| ----- | ------------------- | -------------- | -------- |
| 1     | Mujinga Kambundji   | Schweiz        | 22,32    |
| 2     | Dina Asher-Smith    | Großbritannien | 22,43    |
| 3     | Ida Karstoft        | Dänemark       | 22,72    |
| 4     | Jodie Williams      | Großbritannien | 22,85    |
| 5     | Lieke Klaver        | Niederlande    | 22,88    |
| 6     | Shana Grebo         | Frankreich     | 23,06    |
| 7     | Dalia Kaddari       | Italien        | 23,19    |
| 8     | Alexandra Burghardt | Deutschland    | 23,24    |

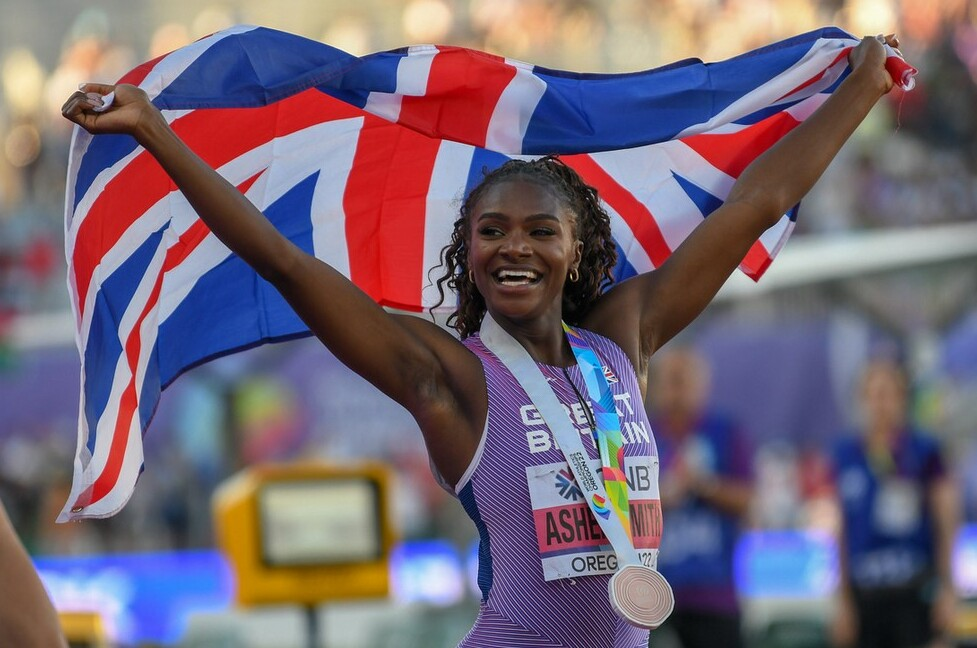
Silber gab es für Titelverteidigerin Dina Asher-Smith
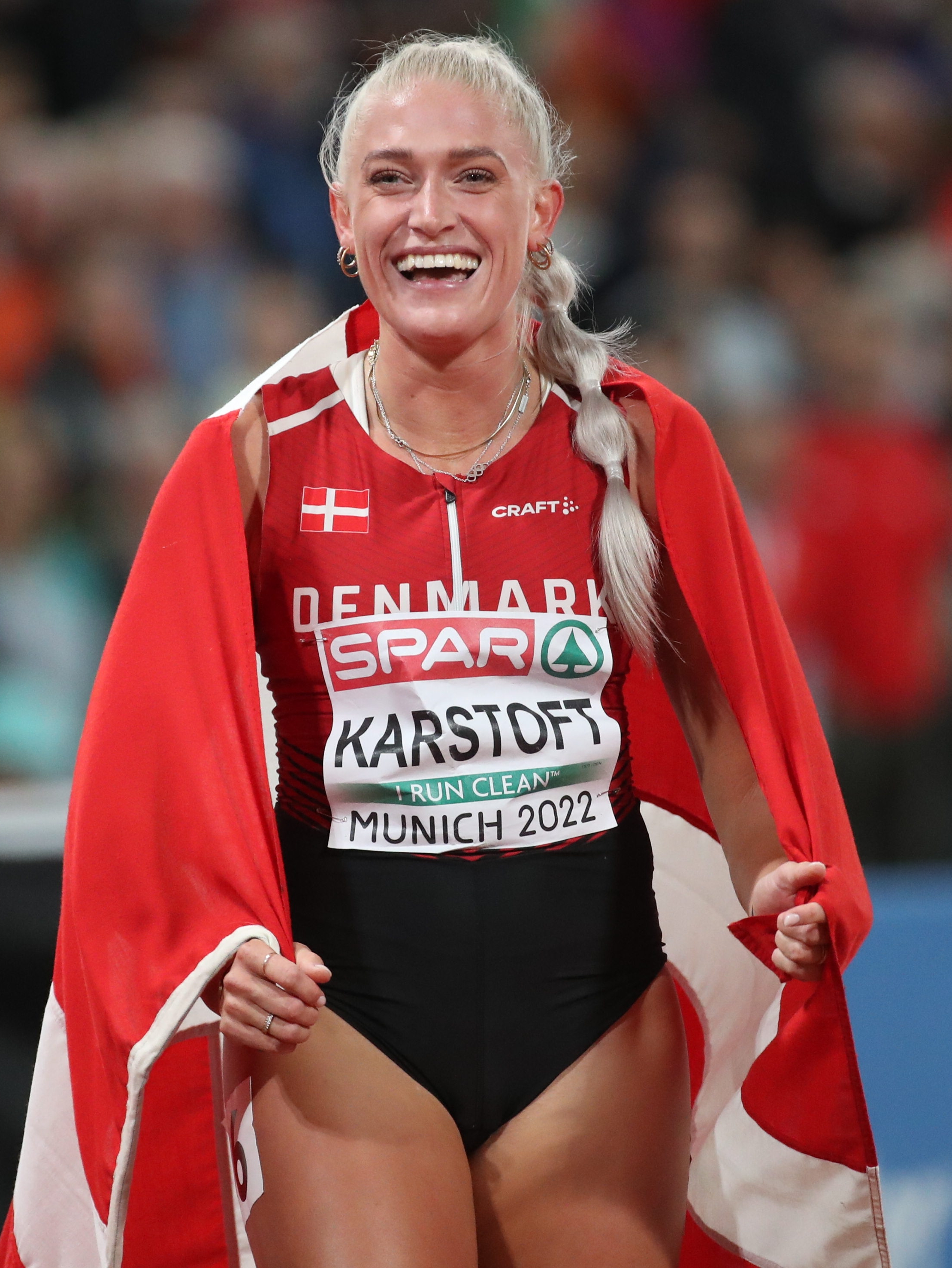
Bronzemedaillengewinnerin Ida Karstoft

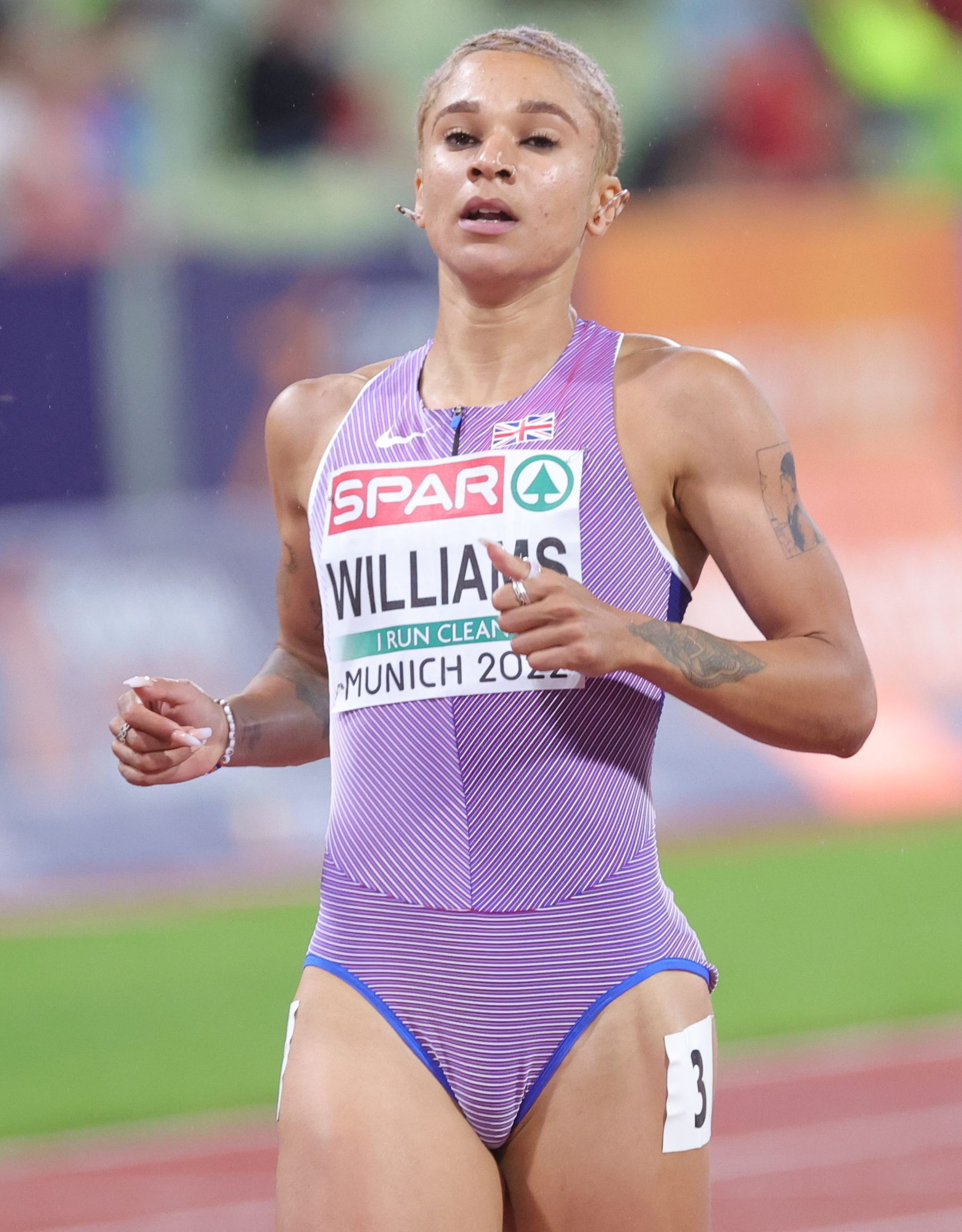
Die viertplatzierte Jodie Williams
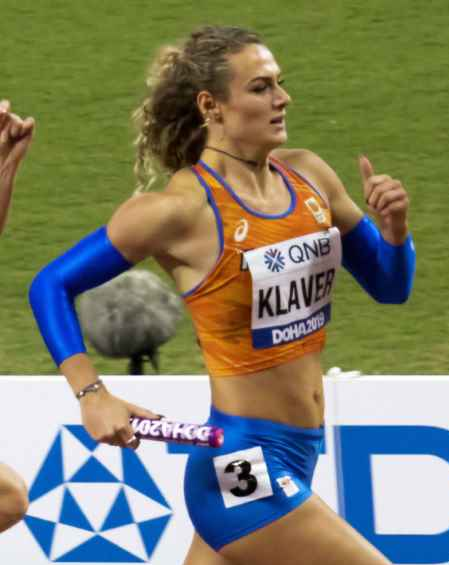
Lieke Klaver belegte Rang fünf
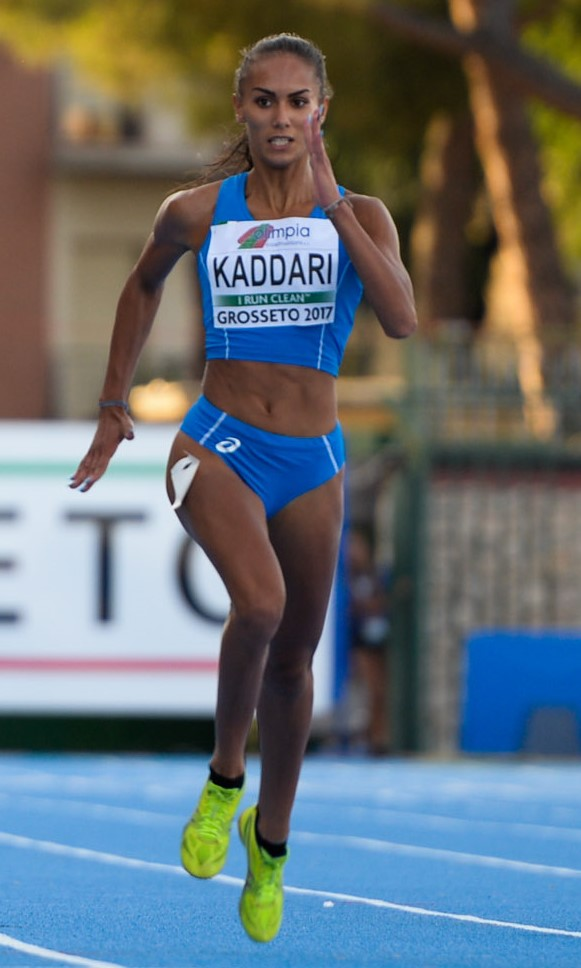
Dalia Kaddari kam auf den siebten Platz
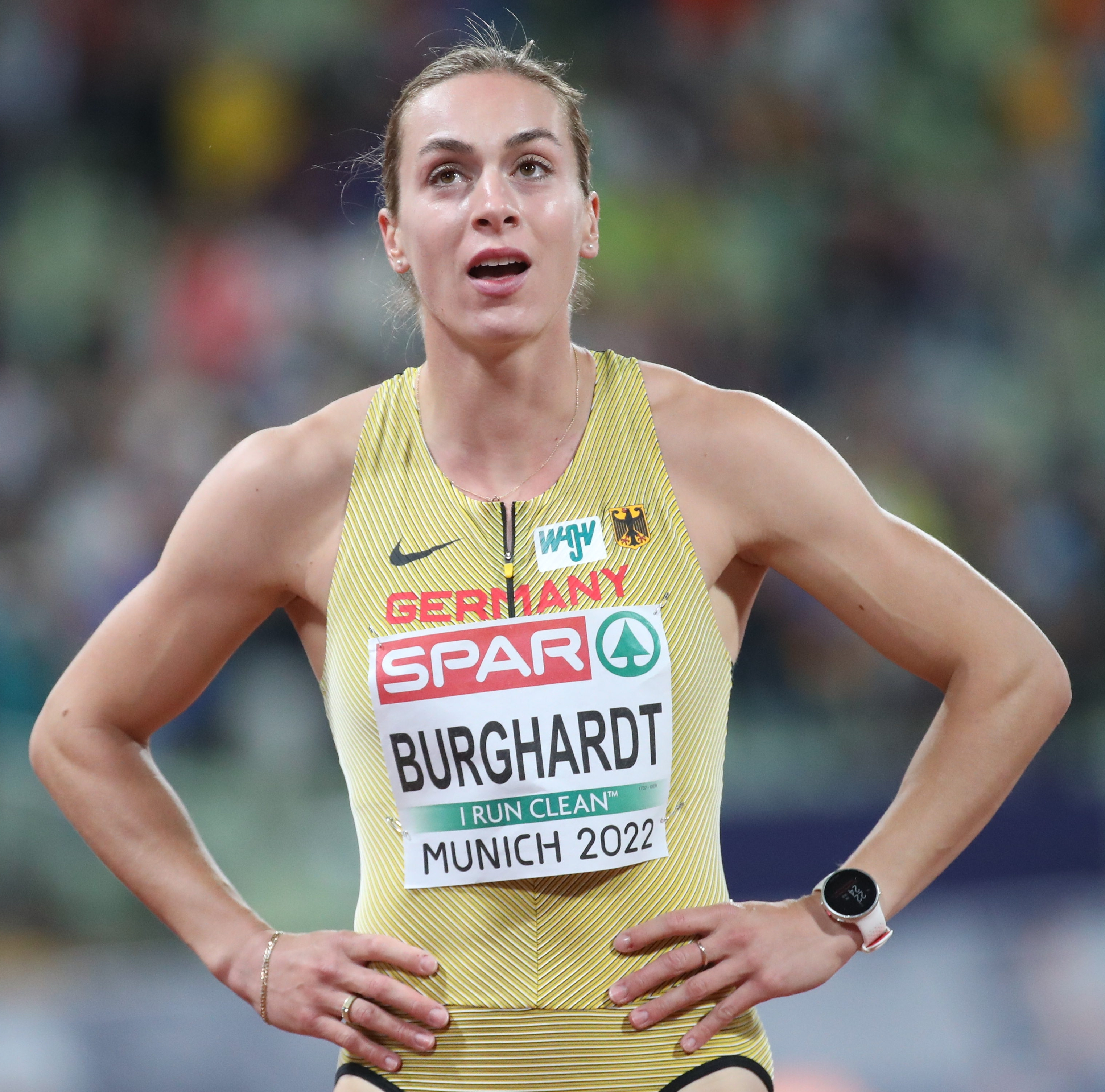
Rang acht für Alexandra Burghardt

## Videolink
- Athletics, European Championships Munich 2022, WOMEN'S 200M FINAL, KAMBUNDJI Mujinga, youtube.com, abgerufen am 6. April 2023